# Jesus Price Superstar
Albums de Sean Price
Monkey Barz
(2005) Master P
(2007)
Singles
1. P-Body
Sortie : Février 2007

Jesus Price Superstar est le deuxième album studio de Sean Price, sorti le 30 janvier 2007.
L'album s'est classé 3e au Top Heatseekers, 16e au Top Independent Albums, 60e au Top R&B/Hip-Hop Albums et 196e au Billboard 200.

## Liste des titres
| No  | Titre                                                                   | Contient un (des) sample(s) de                                                                | Durée |
| --- | ----------------------------------------------------------------------- | --------------------------------------------------------------------------------------------- | ----- |
| 1.  | Intro (Jesus Price) (Produit par PF Cuttin')                            | Si Vos Te Vas de Piero                                                                        | 1:47  |
| 2.  | Like You (Produit par 10 for the Triad)                                 | Wu-Tang Clan Ain't Nuthing ta Fuck Wit du Wu-Tang Clan                                        | 3:28  |
| 3.  | P-Body (featuring Rock – Produit par 9th Wonder)                        | No Matter Where de David Ruffin                                                               | 3:13  |
| 4.  | Cardiac (featuring Buckshot, Ruste Juxx et Flood – Produit par Illmind) | I Don't Want to Cry des Shirelles                                                             | 3:48  |
| 5.  | Stop (Produit par Khrysis)                                              | You're Gonna Need Me de Dionne Warwick I Know You Got Soul d'Eric B. and Rakim                | 2:29  |
| 6.  | Violent (Produit par 9th Wonder)                                        | I Believe and Have Not Seen de Barbara Mason Nasty Boy de The Notorious B.I.G.                | 3:34  |
| 7.  | Da God (featuring Buckshot et Sadat X – Produit par 10 for the Triad)   | One Night Affair de Jerry Butler                                                              | 3:05  |
| 8.  | Oops Upside Your Head (featuring Steele – Produit par MoSS)             | Tamerai de Chinaru Matsuyama I Don't Believe You Want to Get Up and Dance (Oops!) du Gap Band | 2:37  |
| 9.  | Church (featuring Rock et The Loudmouf Choir – Produit par Tommy Tee)   | Window Shopper de 50 Cent                                                                     | 3:55  |
| 10. | King Kong (featuring Rock – Produit par Khrysis)                        |                                                                                               | 2:49  |
| 11. | One (Produit par Khrysis)                                               | Don't Let It End ('Til You Let It Begin) des Miracles One Mic de Nas                          | 1:52  |
| 12. | You Already Know (featuring Skyzoo – Produit par 9th Wonder)            | I'm on Fire de Barry White                                                                    | 3:18  |
| 13. | Directors Cut (Produit par Khrysis)                                     | I Wanna Be With You des Miracles                                                              | 1:20  |
| 14. | Let It Be Known (featuring Phonte – Produit par 9th Wonder)             | It's Alright Ma (I'm Only Bleeding) de Billy Preston                                          | 3:18  |
| 15. | Hearing Aid (featuring Chaundon – Produit par 9th Wonder)               |                                                                                               | 3:06  |
| 16. | Mess You Made (featuring Block McCloud – Produit par Masse)             | I'm Satisfied de Jesse Dixon                                                                  | 3:56  |